# 상서복야
상서복야(尙書僕射)는, 중국의 관직이다. 
상서성(尙書省)의 부관급 직책으로 좌·우 복야로 나뉘어 있었다. 상서령이 공석이었던 기간에 상서령을 대신하여 상서성의  실질적인 장관으로써의 직무를 수행하게 되었고 이러한 상황이 북송 후기까지 이어졌다. 

## 개요
상서복야는 진(秦)·한(漢) 시대에는 소부(少府)에 소속된 관직으로, 상서성의 장관인 상서령을 보좌하여 소부의 각종 문서들을 맡아 보는 최하급 관리였다(진, 한대에는 상서성 외에도 거의 모든 관청에 복야직이 존재했으며 그 수도 많았다). 그러나 후대에 상서성에서 국가의 기밀을 관리하게 되면서 상서복야의 지위도 그 중요도에 비례하여 덩달아 격상되어갔다. 상서복야가 좌·우로 나뉘게 된 것은 삼국 시대(三國時代)부터의 일이다. 
남북조(南北朝) 때에 이르러 상서령이 공석이 되면서 상서복야는 상서성의 실질적인 장관이자 재상으로써 국정을 장악하기 시작한다. 독특하게도 서위(西魏) 말기나 북주(北周)의 경우에는 상서복야를 따로 두지 않았는데, 중국 학계에서는 이 시기에 천관대총재(天官大冢宰), 또는 사회(司会)가 상서복야의 직무를 대신했던 것으로 보고 있다. 
수(隋)의 고영(高熲), 소위(蘇威), 양소(楊素)가 모두 상서복야 관직을 지냈으며, 상서령은 오랫동안 공석이었다. 당(唐)에서는 당 태종(唐太宗)이 상서령으로 임명된 뒤, 상서령 관직을 공석으로 두는 것이 하나의 관례로 자리잡아 당 왕조가 존속하던 기간 내내 상서령 임명이 이루어지지 않았다. 이에 따라 상서복야가 상서성의 실질적인 장관이 된다. 
측천무후에 의해 무주(武周) 정권이 수립되고 상서좌·우복야는 각각 문창(文昌) 좌·우 상(相)으로 이름이 바뀌었다가 당 중종(唐中宗)이 복위한 뒤에는 상서복야라는 관직에 동중서문하삼품(同中書門下三品), 동중서문하평장사(同中書門下平章事)가 더해지지 않게 되면서 상서복야는 실질적인 재상이 아닌 허직(虚職)에 불과하게 되었다. 
송 왕조에 이르러 신종(宋神宗)의 원풍개제(元豊改制)로 좌복야에게 문하시랑(門下侍郎)을, 우복야에게 중서시랑(中書侍郎)을 겸하게 하여 재상으로 삼았다. 남송(南宋)에서는 좌우(左右)로 고쳤다. 
몽골족의 왕조였던 원(元)에서는 상서성을 아예 폐지하고 중서성(中書省)만을 두었고, 상서복야 역시 폐지되어 중서승상(中書丞相)이 상서복야가 맡던 직무를 이어받아 맡게 되었다. 

## 중국 외에서의 상서복야
한국에는 고려 성종(成宗) 14년(995년) 어사도성(御事都省)을 상서도성(尙書都省)으로 고치면서 상서성의 이름이 등장하였고, 문종(文宗) 때에 정한 직제에서는 상서령(종1품) 아래 좌·우 복야가 존재하였으며 품계는 정2품이었다. 원 간섭기인 충렬왕(忠烈王) 원년(1275년)에 상서성이 중서문하성과 통폐합되어 첨의부(僉議府)로 이름이 바뀌면서 사라졌다가 충렬왕 24년(1298년)에 충선왕(忠宣王)에 의해 잠시 재설치되기도 했다. 
공민왕(恭愍王) 5년(1356년)에 반원정책으로 상서성을 복구하면서 다시 등장하였으며, 상서성은 공민왕 11년(1362년)에 폐지되고 다시 삼사(三司)를 설치하여 조선 초기까지 이어졌다. 조선에서 삼사 좌·우복야는 영사사(領司事, 정1품), 판사사(判司事, 종1품) 다음으로, 품계는 고려 문종 때의 것과 같은 정2품이었다. 삼사좌·우복야는 정종(定宗) 2년(1400년)에 좌ㆍ우 사(使)로 개칭되었다.

## 같이 보기
- 복야